# David Lozano Garbala
David Lozano Garbala (Zaragoza; 30 de octubre de 1974) es un escritor de literatura infantil y juvenil. Ganó el  Premio Gran Angular por su novela Donde surgen las sombras.

## Biografía
Licenciado en Derecho por la Universidad de Zaragoza, Máster en Comunicación y con estudios en Filología Hispánica, ha ejercido como abogado y en la actualidad compagina la escritura y la docencia con su labor como guionista para algunas productoras españolas. En 2006 obtuvo el XXVIII premio Gran Angular de literatura juvenil con la novela “Donde surgen las sombras” y en 2018 el Premio Edebe Juvenil con la novela “Desconocidos”. En 2014 fue, asimismo, finalista del Premio Edebé de literatura Infantil con su novela “El ladrón de minutos”.
Tiene obra publicada en once países (España, Alemania, Polonia, Italia, Hungría, México, Chile, Argentina, Perú, Colombia y Turquía).
Creador del Premio Criticón de literatura juvenil, organizado por el Ayuntamiento de Zaragoza. 
Ha impartido charlas y talleres sobre fomento de la lectura en el aula y escritura creativa en España y en varios países de Latinoamérica (Argentina, Chile, Perú, Colombia y México), en instituciones como la Comunidad Helénica en Buenos Aires, la Universidad Privada del Norte (Trujillo, Perú), la Universidad Pública de Trujillo (Perú), la Casa de España en Lima, escuelas preparatorias del Estado de Jalisco (México), la Fundación Rafael Pombo de Bogotá y diversos centros privados de Santiago de Chile.Ha colaborado con la cadena de televisión Zaragoza TV: durante dos años dirigió y presentó el programa Depredadores y después se hizo cargo del divulgativo En pocas palabras.
También colabora como guionista para algunas productoras. Fue contratado por el productor Andrés Vicente Gómez como guionista para la adaptación de El viajero, primera parte de su trilogía La puerta oscura.
De 2019 a enero de 2024 ha sido Gerente de la Sociedad Municipal Zaragoza Cultural S.A.U.

## Obras
- El último huésped, Mira Editores, 1998.
- Las transferencias transfronterizas, 2001, Real Instituto de Estudios Europeos. Sobre el  derecho internacional.
- La senda del ébano, Mira Editores, 2001.
- Donde surgen las sombras, Ediciones SM, Madrid, 2006. Premio Gran Angular 2006.
- Trilogía La puerta oscura, Ediciones SM, Madrid, 2008-09:

1. I. El viajero
2. II. El mal
3. III.Réquiem

- Cielo rojo, Ediciones SM, Madrid, 2011
- Librojuegos Tú decides la aventura, Editorial Hidra:

1. Escape del Titanic, 2012
2. Safari en África, 2015
3. En tierra vikinga, 2017

- Herejía, Ediciones SM, 2014.
- Hyde, Ediciones Alfaguara, 2014.
- Valkiria. Game Over, Ediciones SM, 2016.
- Desconocidos, Ediciones Edebé, 2019. Premio Edebé Juvenil 2018.
- Mayra Brócoli, Ediciones Edebé

1. La cena más rica del mundo, 2019
2. La estrella invisible, 2019
3. El mago sin nombre, 2020
4. La domadora de bichos, 2021

- Aurora y en la hora, libro colectivo, Edelvives, 2021.
- Serie “El Club Edison”, colección Barco de Vapor, Editorial SM:

1. El fantasmatrón (Club Edison 1), 2020
2. Las Olimpiadas Lentas (Club Edison 2), 2022
3. El carnaval de los sosos (Club Edison 3), 2023

- El ladrón de minutos , Ediciones Edebé, 2023.
- Intruso, 2024, Editoriales SM. Premio Gran Angular 2024.

Colaborador en prensa, ha publicado también diversos relatos: 
- “Post Mortem” en la recopilación “Cronotemia“ (Imagine Press Ediciones, 2012);

- “Abismo” (2012), “Grace” (2012), “El último rey” (2010) y “Cruce de caminos” (2006) en Heraldo de Aragón;

- El cuento ilustrado “El Señor de los Sueños” en la revista CLIJ (2006);

- “En bandeja”, recogido en la recopilación “Relatos para el número 100”, de Mira Editores (2010), entre otros.

## Premios
- 2006, Premio Gran Angular por Donde surgen las sombras
- 2018, Premio Edebé  por Desconocidos.[5]
- 2019, Premio Protagonista Jove

- 2019, XV Premio Frei Martín Sarmiento

- 2019, Premio Menjalibres

- 2022, Premio Artes y Letras de Heraldo de Aragón

- 2024, Premio Gran Angular por Intruso [6]

- 2025,  Premio Fundación Cuatrogatos por Intruso.[7]